# Bettina Hoffmann (Archäologin)
Bettina Hoffmann (* 1945; † 6. Juni 1997 in Berlin) war eine deutsche Archäometrikerin. Sie machte sich um die naturwissenschaftliche und praktische Untersuchung antiker römischer Keramik verdient.

## Leben und Leistungen
Bettina Hoffmann studierte an der Ruprecht-Karls-Universität Heidelberg und erlangte dort 1971 mit einer Arbeit über Reliefsigillata aus dem römischen Vicus von Heidelberg ihren Magister-Grad. 1974 ging sie auf Initiative von Heinz Knoll hin zum Forschungsprojekt Material, Herstellungstechnik und Gestaltung antiker Fundstücke – Keramik und Naturstein des Instituts für Anorganische und Analytische Chemie der Freien Universität in Berlin. Nach Beendigung dieses Projektes im Jahr 1977 folgte bis 1980 das Projekt Herstellung von reliefverzierten Terra Sigillata-Gefäßen. Mit Klaus Goldmann organisierte sie 1979 die Tagung Brenntechniken von Keramik und ihre Wiedergewinnung durch experimentelle Archäologie in Berlin. 1980 wurde Hoffmann Wissenschaftliche Mitarbeiterin der neu geschaffenen Arbeitsgruppe Archäometrie an selber Stelle. Zudem engagierte sie sich in der Projektgruppe Keramik des Arbeitskreises Archäometrie in der Fachgruppe Analytische Chemie der Gesellschaft Deutscher Chemiker. Die Promotion erfolgte 1983 bei Volkmar von Graeve und Thilo Ulbert mit einer Dissertation zum Thema Die Rolle handwerklicher Verfahren bei der Formgebung reliefverzierter Terra Sigillata. Über die Jahre unternahm Hoffmann diverse Forschungsreisen, bei denen sie in großer Zahl Informationen sammelte, die sie auch anderen Forschern gerne zur Verfügung stellte. Seit der Gründung der Association Pegasus, eines internationalen Vereines mit dem Ziel der Erforschung der antiken Keramik aus dem bedeutenden Fund- und Produktionsort La Graufesenque, war sie deren Präsidentin. Ihr letztes Vorhaben war die Untersuchung der Keramikfunde aus den ältesten Schichten der Abfallgrube Fosse Cirratus in La Graufesenque. Aufgrund einer schweren Erkrankung, die schließlich zu ihrem Tod führte, konnte sie dieses nicht mehr zu Ende bringen.
Hoffmann kombinierte bei ihren Forschungsarbeiten naturwissenschaftliche Fragestellungen auf der einen und archäologisch-historische Fragen auf der anderen Seite. In ihrer Doktorarbeit stand die experimentalarchäologische Erforschung römischer Feinkeramik im Vordergrund. Im Zentrum ihrer Untersuchungen standen immer ganz konkrete Analysen, deren Ergebnisse sie in einer großen Zahl Publikationen veröffentlichte, wobei wie in diesem Bereich üblich unselbstständige Artikel und Beiträge statt monografischer Publikationen das Mittel zur Darstellung waren. 2002 erschien mit Céramiques de la Graufesenque et autres productions d’époque romaine. Nouvelles recherches. Hommages à Bettina Hoffmann eine Gedenkschrift zu Hoffmanns Ehren und Andenken.

## Publikationen (Auswahl)
- Herausgeberin mit Klaus Goldmann: Brenntechniken von Keramik und ihre Wiedergewinnung durch experimentelle Archäologie. Firing-techniques of pottery and their reconstruction with the help of experimental archaeology (= Acta Praehistorica et Archaeologica. Band 9/10). Verlag Volker Spiess, Berlin 1979.
- Die Rolle handwerklicher Verfahren bei der Formgebung reliefverzierter Terra Sigillata. Universität München, München 1984 [ungedruckte Dissertation].
- mit Elisabeth Ettlinger, Bettina Hedinger, Siegmar von Schnurbein und anderen: Conspectus formarum terrae sigillatae Italico modo confectae (= Materialien zur römisch-germanischen Keramik. Band 10). Habelt, Bonn 1990, ISBN 3-7749-2456-2.